# Bitwa pod Dobrosołowem
Bitwa pod Dobrosołowem − bitwa stoczona 2 marca 1863 roku w czasie powstania styczniowego pod Dobrosołowem w powiecie konińskim.

## Historia

### Przed bitwą
Świeżo zorganizowany w Księstwie Poznańskim oddział pod dowództwem pułkownika Antoniego Garczyńskiego, liczący 240 strzelców i 30 ułanów połączył się 1 marca wieczorem z oddziałem pułkownika Kazimierza Mielęckiego, po jego starciu z Rosjanami pod Bieniszewem. O świcie Garczyński, nie informując Mielęckiego, postanowił cofnąć się do granicy, do miejscowości Mieczownica. Mielęcki błądził kilka godzin zanim odnalazł jego oddział.

### Bitwa
Docierając do wsi Dobrosołowo postanowił osadzić tamtejsze chaty swoimi ludźmi, ale Rosjanie go uprzedzili i zajęli zabudowania folwarczne i równocześnie zaatakowali wieś zajętą przez strzelców Mielęckiego.
Oddział płk. Garczyńskiego próbował wesprzeć Mielęckiego, ale od Dobrosołowa oddzielały go jezioro i bagna. Jedyną drogę stanowiła wąska grobla. Ową groblą wysłał dwa plutony jazdy, ale zostały ostrzelane z przodu i z boku przez Rosjan przez co zawróciły i poszły w rozsypkę. Wtedy Garczyński wysłał tyralierów przez grząskie bagna i głębokie rowy, aby wyparli Rosjan z zabudowań folwarcznych. Powstańcy na otwartym polu byli łatwym celem, więc po stracie wielu zabitych i rannych wycofali się. Mielęcki nie mogąc utrzymać się we wsi, cofnął się i oba oddziały uchodziły ku kordonowi, stale ścigane i oskrzydlane przez wroga. Dodatkowo zamieszanie pogłębił wybuch powstańczego wozu z prochem. Pozostawionych rannych powstańców Rosjanie dobili i ograbili z posiadanych rzeczy. 
Rozbity Mielęcki schronił się na terenie Księstwa Poznańskiego, gdzie zbierał ochotników i już w połowie marca przekroczył granicę i na nowo rozpoczął działania zaczepno-oporne w północno-zachodniej części powiatu konińskiego. Klęska pod Dobrosołowem, w której zginął kwiat młodzieży z Wielkopolski, wywarła bardzo złe wrażenie i odbiła się szerokim echem w Księstwie Poznańskim i powiecie konińskim.

### Straty
Poległo do 50 powstańców, wśród których znaleźli się m.in. Józef Poniński, Władysław i Kazimierz Trąmpczyńscy, Władysław Ciesielski, Witold Ulatowski czy Franciszek Stefanowski. Polegli prawdopodobnie również: Leopold Tirpitz i Jakub Winklewicz – mieszkańcy z pobliskiego Kazimierza Biskupiego.
Rosjanie przyznali się tylko do 12 rannych. 

## Badania archeologiczne
W grudniu 2017 i marcu 2019 roku wieloosobowa grupa poszukiwaczy z Muzeum Okręgowego w Koninie i Stowarzyszenia Wielkopolskie Forum Eksploracyjno-Historyczne przeprowadziła badania archeologiczne w Dobrosołowie. Przeszukano około 14 hektarów ziemi (nie zbadano całego terenu bitwy z powodu braku pozwoleń od właścicieli pozostałych gruntów). Badacze odnaleźli m.in. kilkadziesiąt kul, kilka pocisków i guzików. Ponadto natrafiono na średniowieczne okucie i fibule z czasów kultury przeworskiej. 

## Upamiętnienie
- Polegli w tej bitwie zostali pochowani na cmentarzu parafialnym w Dobrosołowie we wspólnej mogile, która po dziś dzień się tam znajduje.
- Szkoła Podstawowa w Dobrosołowie nosi imię Bohaterów Powstania Styczniowego.
- Z okazji 160 rocznicy bitwy pod Dobrosołowem odbył się, organizowany przez konińskie PTTK, rajd połączony ze zwiedzaniem wsi Dobrosołowo oraz uroczystości przy grobie powstańców[2][3].
- W 2023 roku został wydany tomik wierszy Tomasza Jankowskiego pt. „W krwawym polu srebrne ptaszę”. Autor opisał w nim m.in. dzieje powstania styczniowego na Ziemi Konińskiej. Jeden z wierszy, o nazwie „I w Dobrosołowie – 2. marca 1863 r.”, poświęcił tytułowej bitwie[4].